# کلاته آهن
کلاته آهن، روستایی زیبا از توابع بخش طرقبه شهرستان بینالود (طرقبه شاندیز) در استان خراسان رضوی است.

## جمعیت
این روستا در  شهرستان طرقبه . قرار دارد و براساس سرشماری مرکز آمار ایران در سال ۱۳۸۵، جمعیت آن ۲۷۷ نفر (۶۷خانوار) بوده‌است.. جمعیت روستای کلاته آهن در سال ۱۳۹۰ به ۳۰۰ نفر افزایش یافته‌است..

## جغرافیا
روستای کلاته آهن در فاصله ۱۰ کیلومتری مرکز بخش و در حاشیه رود دهبار قرار دارد.رئیس شورا کلاته اهن . حبیب الله توانگر است .

## اقتصاد
درآمد مردم روستا از کشاورزی و دامپروری به دست می‌آید. محصولات باغی عمده آن، سیب، گردو، گیلاس و آلو هستند.